# Wilfrid Fox Napier
Wilfrid Fox Napier OFM (nascut el 8 de març de 1941) és un cardenal sudafricà de l'Església Catòlica i arquebisbe de l'arxidiòcesi de Durban.

## Biografia
Napier va néixer el 8 de març de 1941 a Swartberg, sent ordenat prevere el 1970. El 1978 va ser nomenat administrador apostòlic de Kokstad, sent nomenat bisbe el 1980.:98 El 1992 succeí Denis Hurley com a arquebisbe de Durban, càrrec que encara ocupa. Escollí com a lema episcopal la sentència franciscana "pax et bonum".
El cardenal Napier es graduà al College Galway el 1964, titulant-se en llatí i anglès.:98 Posteriorment es graduà en filosofia i teologia per la Universitat de Lovaina, a Bèlgica.:98 Trenta-un anys més tard, la mateixa universitat li atorgà un doctorat honorífic en Dret.
A inicis de la dècada dels 90, juntament amb altres caps de l'Església participaren en la mediació i la negociació durant els disturbis previs a les eleccions de 1994, i va estar present el setembre de 1991 quan se signà l'Acord de Pau.:98 Va presidir la Conferència Episcopal Sud-africana entre 1987 i 1994 i el 1999.:98
Napier és Membre del Comitè Episcopal de la Comissió Internacional sobre l'Anglès a la Litúrgia. Napier va ser creat cardenal prevere el 2001, rebent el títol de San Francesco d'Assisi ad Acilia; sent un dels cardenals electors que participaren en el Conclave de 2005 que trià el Papa Benet XVI. El 21 de març de 2012, el cardenal Napier va ser nomenat membre del Consell Pontifici de la Cura Pastoral dels Treballadors de la Salut pel Papa Benet XVI.
Napier va ser un dels cardenals electors que van participar en el conclave papal del 2013, on s'escollí el Papa Francesc. El 8 de març de 2014, el Papa Francesc el nomenà per servir com a cardenal membre del nou Concili pels Afers Econòmics, que supervisarà el nou Secretariat per a l'Economia, l'agència regulatòria financera pels departaments de la Cúria Pontifícia.
Ocasionalment publica al setmanari catòlic sud-africà "The Southern Cross".

## Opinions

### SIDA
El gener de 2005, Napier senyalà en comentaris semblants a alguns fets pel Papa Benet XVI, que els programes del govern per distribuir condons no eren efectius per aturar l'amenaça del VIH. En canvi, proposà programes basats en el principi de l'abstinència.

### Opinions vaticanes sobre l'Àfrica
El cardenal Napier senyalà que, en bona part, el Vaticà està mancat d'una sensivitat suficient vers les esglésies africanes. Afirmà que els viatges papals a l'Àfrica han ajudat en aquesta opinió, car cada vegada que hi va, els funcionaris vaticans s'han vist obligats a aprendre alguna cosa sobre Àfrica.

### Pedofília
El dia de Sant Patrici del 2013, en una entrevista a la BBC, al programa de Stephan Nolan, "BBC 5 live", Napier afirmà que era molt específic no dir que ningú "que hagi comés una ofensa contra un nen no és acusable criminalment." El cardenal mencionà dos preveres dels que sabia que se n'havia abusat quan eren nens i havien esdevingut pedòfils. El cardenal Napier va dir que "Ara digui'm que aquesta gent són criminalment responsables com algú que escull fer quelcom com això. No crec que pugui posicionar-se i dir que aquesta persona ha de ser castigada. Ell mateix és una víctima."
Michael Walsh, un biògraf del Papa Joan Pau II afirmà que durant una època aquesta va ser l'opinió de molts catòlics als Estats Units i al Regne Unit. Barbara Dorries del Chicago based Survivors Network of those Abused by Priests, i ella mateixa víctima d'abusos per part d'un capellà quan era una nena va dir a la BBC:
| « | Si és una malaltia que és subtil, però també és un crim i els crims es castiguen, els criminals són castigats per allò que van fer. (...) Bisbes i cardenals han fet molt per cobrir aquests crims per permetre moure's els predators, sense que siguin detinguts, per mantenir els seus secrets dins de l'Església. | » |

Napier acusà la BBC després de l'emissió per ser "sensacionalista" i per "posar paraules a la meva boca". A més afegí que "he dit molt clarament que la pedofília és un crim, i que com a església tenim un gran procés per tractar-ho.".
Vaig aixecar la qüestió de l'abusador abusat, que estan acusats d'insensibilitat als patiments dels abusos
Napier es disculpà via Twitter pels seus comentaris al progama: "Demano perdó a les víctimes d'abusos infantis ofeses pel meu error en el que era i encara està entre les meves preocupacions sobre tots els abusats, incloent aquells que també són abusadors". Va dir que "és la ironia suprema. Perquè vaig aixecar la qüestió de l'abusador abusat, que estan acusats d'insensibilitat als patiments dels abusos
."

### Canvi climàtic
Al desembre del 2011, Napier criticà els líders mundials pel seu fracàs en mantenir els compromisos sobre el canvi climàtic quan afirmà que "expressem el nostre disgust amb els líders polítics locals i internacionals que han fracassat en prendre passes decisives en fer els canvis necessaris per a la supervivència de la humanitat i la vida a la terra. Com a comunitat religiosa demanem que els nostres líders polítics honorin els seus compromisos anteriors i es moguin cap a posicions i polítiques èticament responsables.".